# Phaeographis smithii

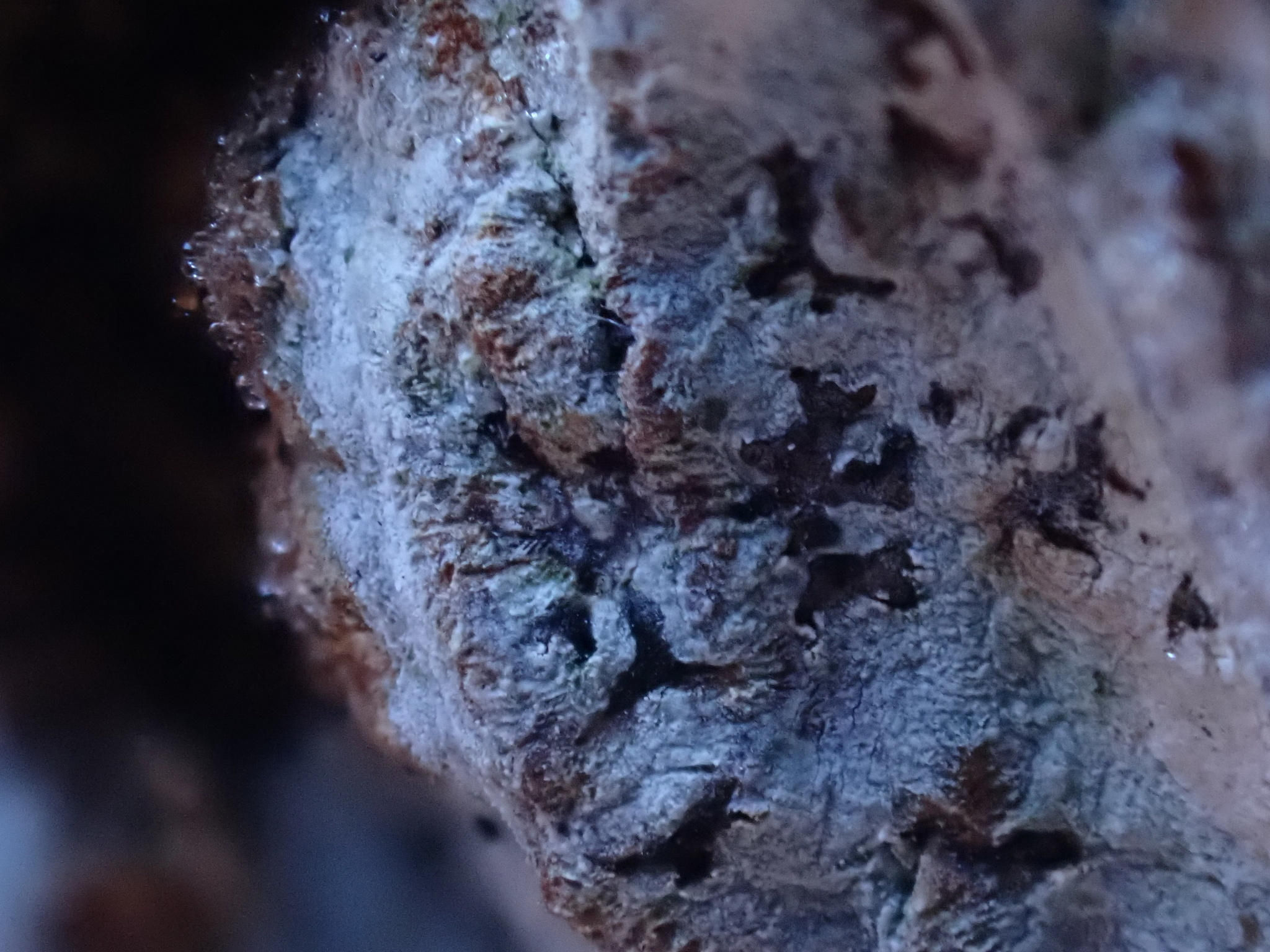
Phaeographis smithii.

Phaeographis smithii är en lavart som först beskrevs av Leight., och fick sitt nu gällande namn av B. de Lesd. Phaeographis smithii ingår i släktet Phaeographis och familjen Graphidaceae.   Inga underarter finns listade i Catalogue of Life.